# Остроленський
Остроленський (рос. Остроленский) — селище у Нагайбацькому районі Челябінської області Російської Федерації.
Входить до складу муніципального утворення Остроленське сільське поселення. Населення становить 2021 особу (2010).

## Історія
Згідно із законом від 9 липня 2004 року органом місцевого самоврядування є Остроленське сільське поселення.

## Населення
| 2002 | 2010  |
| ---- | ----- |
| 2190 | ↘2021 |